# Stade Carlos-Tartiere (1932)
Ne doit pas être confondu avec Stade Carlos Tartiere (2000).
Le stade Carlos Tartiere était un stade à multi-usages basé à Oviedo, en Espagne. Il était principalement utilisé pour y accueillir des rencontres de football.

## Histoire
Construit à partir de 1926 et inauguré en 1932 sous le nom de Buenavista, avec un match entre l'Espagne et la Yougoslavie, il a abrité jusqu'en 2000 les rencontres à domicile du club du Real Oviedo lors du championnat d'Espagne de football. Le stade prend le nom de Carlos Tartiere en 1958, à la mémoire du président du Real Oviedo, décédé peu de temps auparavant.
Il a également fait partie de la sélection de stades pour l'organisation de la Coupe du monde de football 1982, organisée en Espagne. Trois rencontres y sont disputées.
À l'origine, plus de 22 000 personnes peuvent prendre place dans le stade, mais à la suite de la modernisation de l'enceinte en 1998, le stade Carlos Tartiere ne peut plus contenir que 16 500 places, toutes assises. La faible capacité du stade a entraîné les dirigeants du Real Oviedo, propriétaire du stade a démarré la construction d'une nouvelle enceinte, qui sera inauguré quelques mois après le dernier match organisé dans le stade historique, une rencontre de Primera Division entre le Real Oviedo et la Real Sociedad. L'enceinte est détruite en 2003.

### La coupe du monde de football 1982
Le stade Carlos Tartiere accueille trois rencontres du groupe 2 du premier tour de la Coupe du monde. Dans ce groupe, composé de la RFA, de l'Autriche, du Chili et de l'Algérie, les rencontres de la RFA sont disputées au stade El Molinón de Gijón, tandis que les autres rencontres sont jouées à Oviedo.
| 17 juin 1982 | Chili   | 0 - 1 | Autriche      | Stade Carlos Tartiere, Oviedo                           |                                                         |
| 17:15        |         |       | Schachner 21e | Spectateurs : 22 500 Arbitrage : Juan Daniel Cardellino | Spectateurs : 22 500 Arbitrage : Juan Daniel Cardellino |
| 17:15        | Rapport |       |               | Spectateurs : 22 500 Arbitrage : Juan Daniel Cardellino | Spectateurs : 22 500 Arbitrage : Juan Daniel Cardellino |

| 21 juin 1982 | Algérie | 0 - 2 | Autriche                   | Stade Carlos Tartiere, Oviedo                  |                                                |
| 17:15        |         |       | Schachner 55e · Krankl 67e | Spectateurs : 22 000 Arbitrage : Tony Bosković | Spectateurs : 22 000 Arbitrage : Tony Bosković |
| 17:15        | Rapport |       |                            | Spectateurs : 22 000 Arbitrage : Tony Bosković | Spectateurs : 22 000 Arbitrage : Tony Bosković |

| 24 juin 1982 | Algérie                      | 3 - 2 | Chili                           | Stade Carlos Tartiere, Oviedo                         |                                                       |
| 17:15        | Assad 7e 31e · Bensaoula 35e |       | Neira 59e (pen.) · Letelier 73e | Spectateurs : 16 000 Arbitrage : Rómulo Méndez Molina | Spectateurs : 16 000 Arbitrage : Rómulo Méndez Molina |
| 17:15        | Rapport                      |       |                                 | Spectateurs : 16 000 Arbitrage : Rómulo Méndez Molina | Spectateurs : 16 000 Arbitrage : Rómulo Méndez Molina |